# Knieholte
De knieholte (of fossa poplitea) is een ondiepe verdieping aan de achterzijde van de knie. De botten bij de knieholte zijn het dijbeen en het scheenbeen. Net als in andere samentrekkingsgebieden van grote gewrichten (lies, oksel en in wezen het voorste deel van de nek) liggen de bloedvaten en zenuwen hier relatief dicht bij het oppervlak en zijn hier veel lymfeklieren.

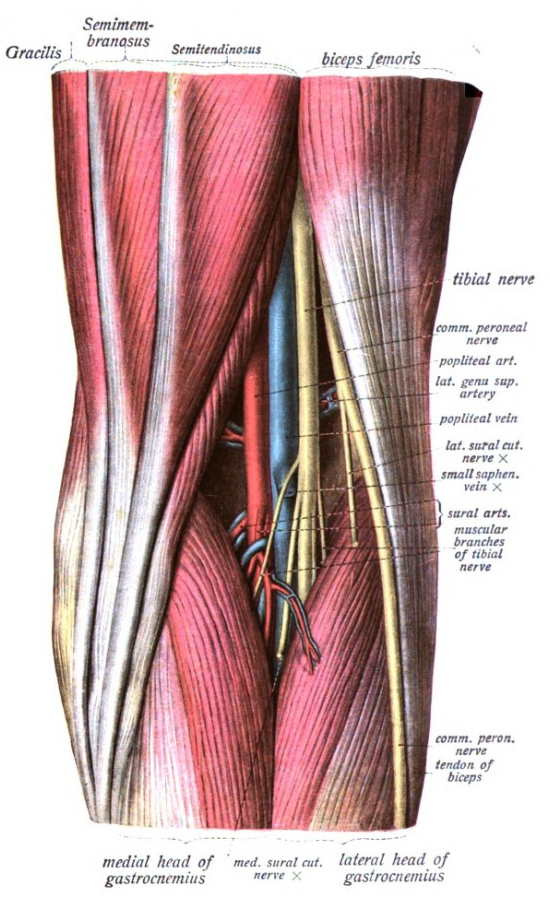
Illustratie van de knieholte in Atlas and Text-Book of Human Anatomy (1909)
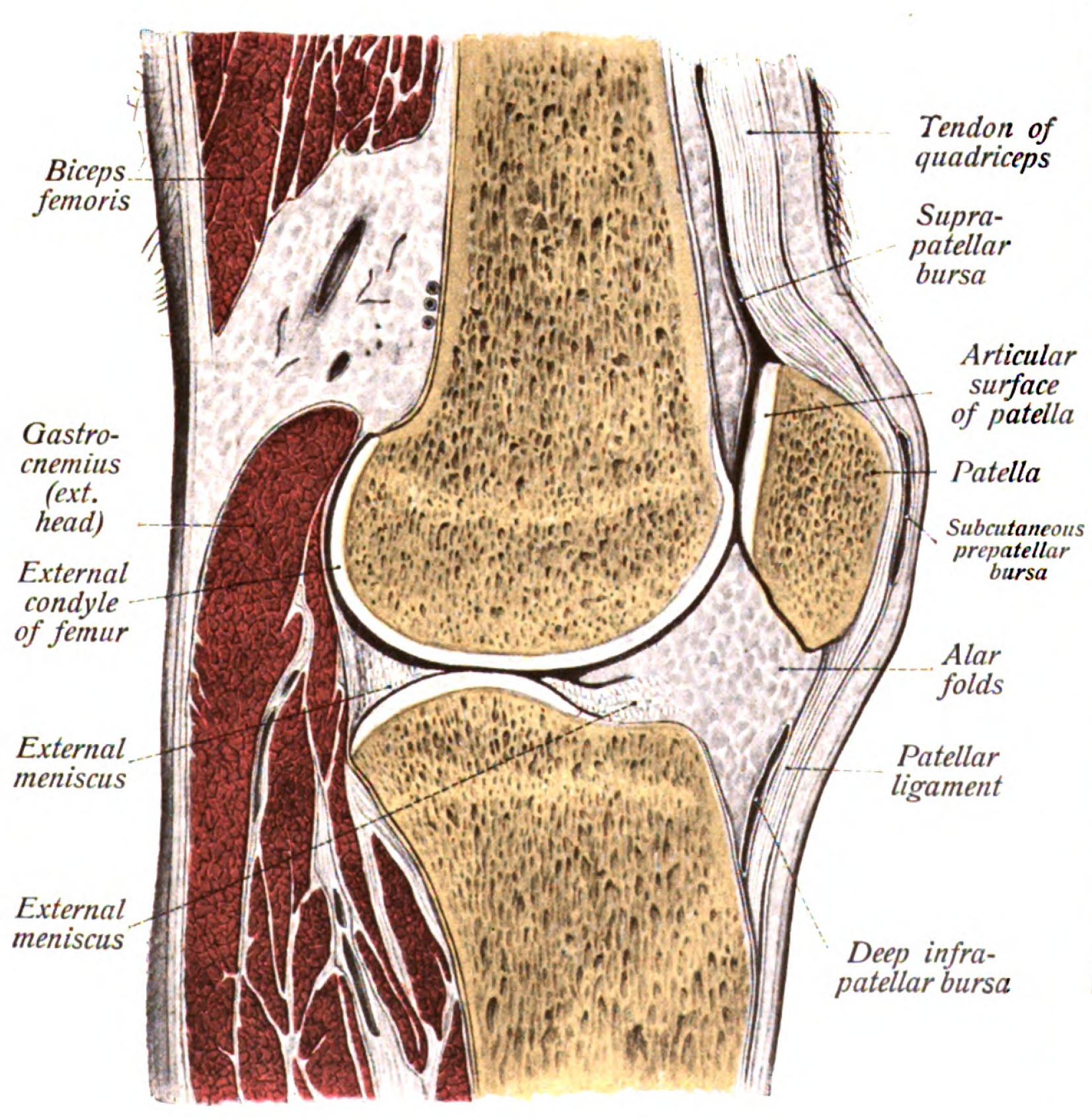
Zijaanzicht (idem)